# Raj Niwas
Le Raj Niwas — autrefois « Palais du gouvernement » — est la résidence officielle du lieutenant-gouverneur du territoire de Pondichéry, en Inde, située dans la capitale Pondichéry. Autrefois, Raj Niwas était la résidence officielle des gouverneurs français.
Raj Niwas est situé entre les rues Jawaharlal Nehru au nord, De Rangapoule au sud, Saint-Louis à l’est et François-Martin à l’ouest, avec un accès au nord et au sud.
Le palais du gouverneur est aussi une résidence pour les invités de l'État et ceux personnels du gouverneur ; ces suites sont nommées d’après les différentes régions, Pondichéry, Karikal, Mahé et Yanaon.

## Histoire
Pierre-Benoît Dumas, gouverneur français de Pondichéry, commence la construction du palais en 1738, mais il n'est achevé qu'à l'arrivée de Joseph François Dupleix. Lorsque Jean Law de Lauriston reprend Pondichéry en 1765, la ville est complètement en ruines. Par la suite, il construit une toute nouvelle ville sur une courte période de trois ans dont le palais du gouverneur, les bureaux administratifs au nord, les entrepôts au sud et les casernes militaires à l’est et à l’ouest.

## Architecture
La nouvelle maison du gouverneur est construite sur l’ancien site de l’hôtel de la Compagnie. Le premier édifice construit en style baroque français est détruit en 1761 par les Britanniques. À partir de 1766, le bâtiment est reconstruit en style rococo. Le Raj Niwas est dans un premier temps une structure rectangulaire à un seul étage qui court d'est en ouest avec des portiques de chaque côté. Il est flanqué de deux ailes rectangulaires à l’est et à l’ouest. Il a ensuite été transformé en une maison à deux étages.
Beaucoup plus tard, les Vérandas du sud ont été élargies et la façade a été embellie durant la rénovation. Depuis lors, la porte sud est l'entrée officielle du Raj Niwas. 
Le Raj Niwas abrite une précieuse collection d'objets antiques, des statues, des vases en porcelaine, des pièces de monnaie, des meubles antiques et un piano à queue.

## Éco-initiatives
Les éco-initiatives du Raj Niwas sont intégrées à son fonctionnement quotidien. Une éco-initiative de réutilisation, de réduction et de recyclage a été adoptée. Les économies d'énergie et de ressources sont toujours une priorité. La cuisine du Raj Niwas sert de la nourriture locale et bio ; les produits utilisés proviennent de producteurs locaux. Raj Niwas soutient les artisans locaux en s’assurant que tous les cadeaux, souvenirs et objets décoratifs proviennent spécifiquement de Pondichéry.

## Galerie

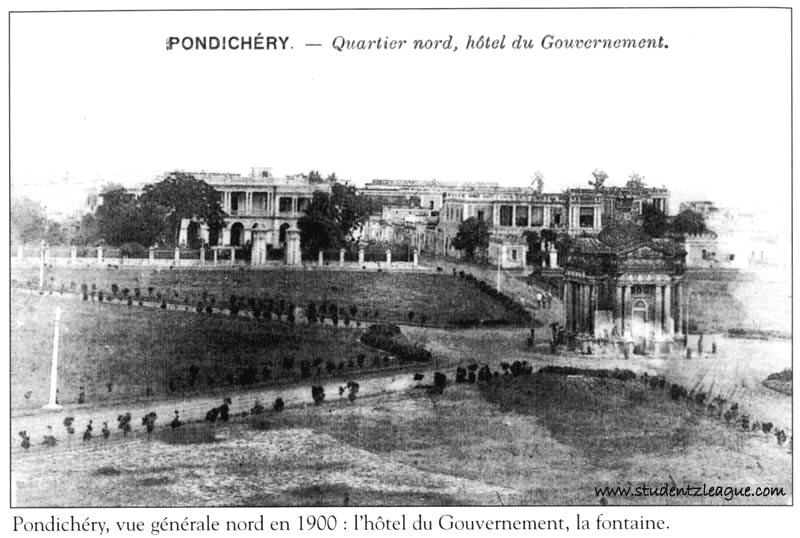
Le palais du gouverneur en 1900, depuis la place du même nom où se trouve la Fontaine de Aayi.
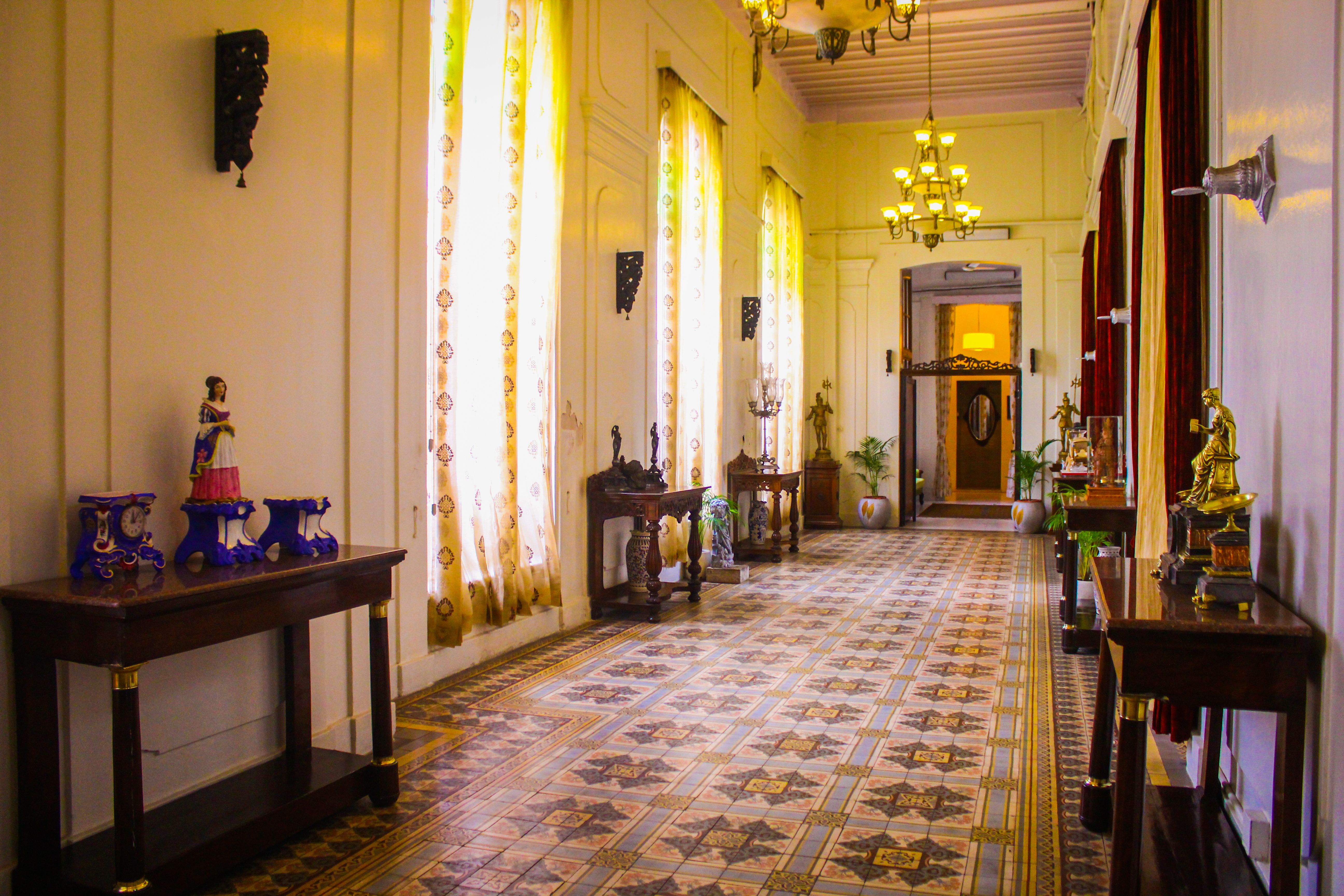
Le couloir nord du Raj Nivas, qui donne sur la rue Jawaharlal Nehru, originellement baptisée Dupleix.
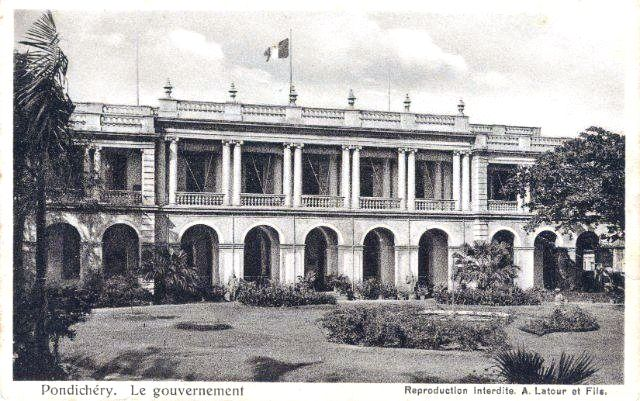
La façade sud du Palais du gouvernement, sous l'Inde française, depuis les parterres.
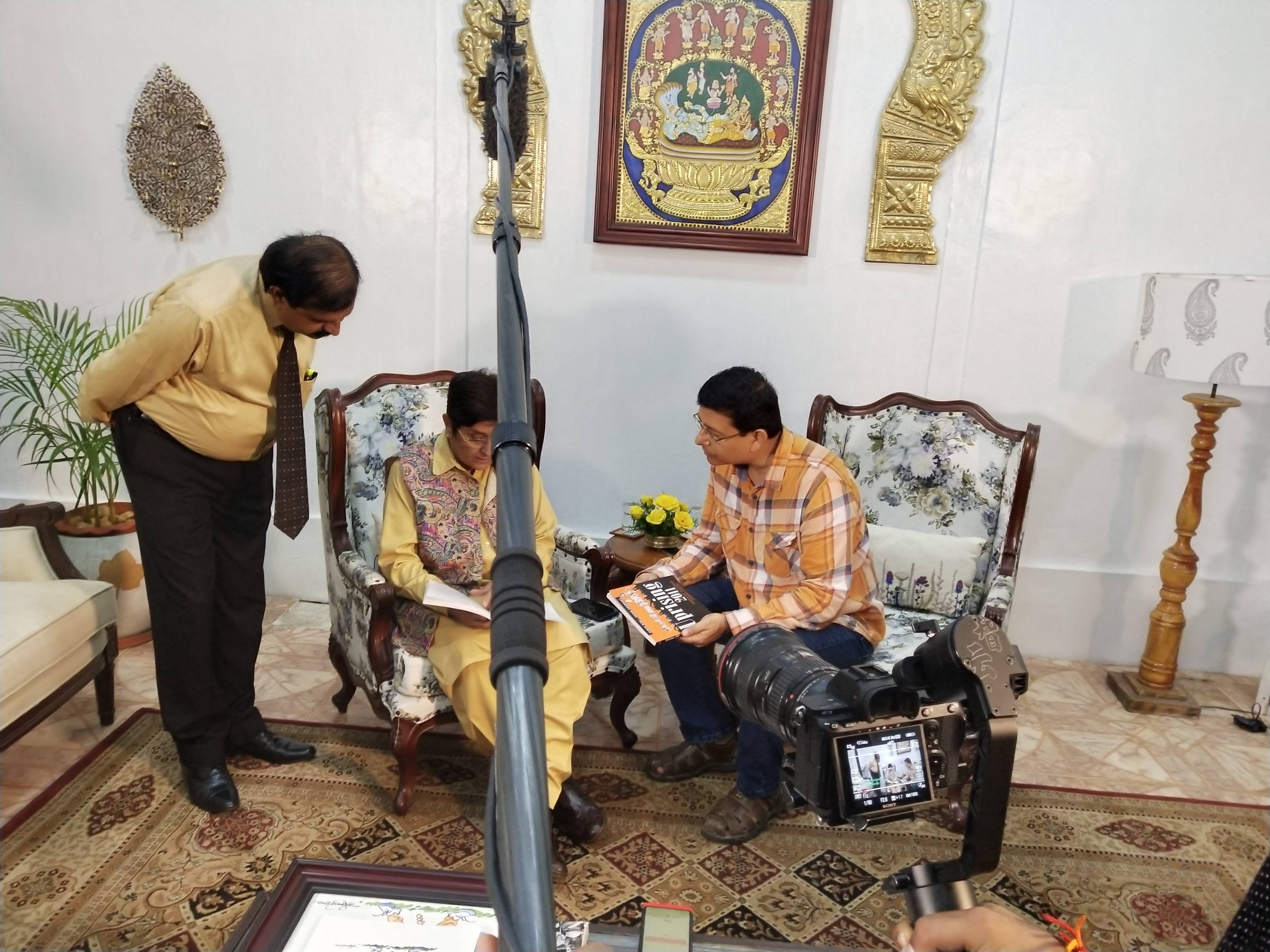
Une interview de l'ancienne gouverneure de Pondichéry, Kiran Bedi, conduite dans une salle du Raj Nivas.